# Austrolimnophila marshalli
Austrolimnophila marshalli là một loài ruồi trong họ Limoniidae. Chúng phân bố ở miền Australasia.